# Set (hudba)
Set je sekvence hudebních stop smíchaných dohromady tak, že se jeví jako jedna kontinuální. Když je set nahrán na nějaké médium, je obvykle označován jako mixtape. Sety jsou obvykle hrány pomocí mixážních pultů a více zdrojů zvuku, jako například gramofonů, CD přehrávačů, digitálních audiopřehrávačů nebo počítačových zvukových karet, občas ještě s přidáním samplerů a kytarových efektů. Dají se také tvořit softwarově pomocí audioeditorů.